# Fuji (thiết giáp hạm Nhật)
Fuji (tiếng Nhật: 富士) là một thiết giáp hạm thế hệ tiền-dreadnought của Hải quân Đế quốc Nhật Bản, là chiếc dẫn đầu của lớp thiết giáp hạm Fuji vào cuối thế kỷ 19, và là một trong số sáu thiết giáp hạm (Fuji, Yashima, Hatsuse, Shikishima, Asahi và Mikasa) đã hình thành nên hàng thiết giáp hạm chính của Nhật Bản trong cuộc Chiến tranh Nga-Nhật những năm 1904-1905. Tên của nó được đặt theo ngọn núi Phú sĩ nổi tiếng của Nhật Bản

## Thiết kế và chế tạo
Fuji và con tàu chị em Yashima là hai thiết giáp hạm đầu tiên được chế tạo cho Nhật Bản. Vì cho đến lúc đó người Nhật vẫn chưa có khả năng đóng tàu chiến thép hiện đại cho chính mình, Fuji được đặt hàng tại hãng Thames Iron Works, London, Anh Quốc vào năm 1894. Công việc được giám sát bởi một nhóm hơn 240 kỹ sư và sĩ quan hải quân từ Nhật Bản, bao gồm các vị Thủ tướng Nhật Bản tương lai, Đại tá Hải quân Saitō Makoto và Đại úy Hải quân Katō Tomosaburō.
Sau khi hoàn tất, Fuji tham gia một buổi Duyệt binh Hạm đội đánh dấu 60 năm đăng quang của Nữ hoàng Victoria trước khi lên đường quay trở về Nhật Bản ngang qua kênh đào Suez. Fuji về đến Yokosuka vào ngày 31 tháng 10 năm 1897, quá trễ để có thể tham gia cuộc Chiến tranh Thanh-Nhật, và được xếp lớp như một thiết giáp hạm hạng nhất. Trong khi chạy thử ngoài khơi Kobe vào ngày 19 tháng 11 năm 1898, nó có được vinh dự đón tiếp Thiên hoàng Minh Trị.

## Lịch sử hoạt động
Fuji giúp hình thành nên hạt nhân của hạm đội Nhật Bản trong cuộc Chiến tranh Nga-Nhật 1904-1905. Nó bị bắn trúng hai lần trong khi đang bắn phá Lữ Thuận Khẩu (Port Arthur) vào ngày 9 tháng 2 năm 1904, rồi lại bị hư hại một lần nữa đang khi bắn phá cảng này vào ngày 22 tháng 3, lần này nghiêm trọng đến mức nó buộc phải quay về Nhật Bản để sửa chữa. Ngày 10 tháng 8 năm 1904, Fuji chiến đấu trong Trận Hoàng hải. Trong trận Tsushima vào ngày 27 tháng 5 năm 1905, Fuji bị bắn trúng 11 phát, nhưng đổi lại đã bắn trúng phát quyết định vào thiết giáp hạm Nga Borodino, khiến nó nổ tung và chỉ có một người sống sót trong tổng số thủy thủ đoàn 830 người.
Sau khi chiến tranh kết thúc, Fuji được tái trang bị với cấu trúc thượng tầng và nồi hơi mới. Nó đã nằm trong thành phần hạm đội Nhật Bản hộ tống cho Hạm đội Great White Hải quân Hoa Kỳ vào năm 1908, khi họ ghé qua vùng biển Nhật Bản trong hành trình vòng quanh thế giới. Vào năm 1910, dàn pháo chính do Anh chế tạo được thay thế bằng những khẩu pháo do chính Nhật Bản sản xuất, và nó được xếp lại lớp thành tàu phòng duyên hạng nhất. Được xem là lạc hậu do sự Việc phát triển của thế hệ thiết giáp hạm Dreadnought đã khiến cho Fuji trở nên lạc hậu, nên nó chỉ được phân công các nhiệm vụ huấn luyện cho pháo thủ và thủy thủ. Nó trải qua toàn bộ thời gian của Chiến tranh Thế giới thứ nhất tại Kure như một tàu huấn luyện.
Vào năm 1922, Fuji được giải giáp và rút khỏi danh sách Đăng bạ Hải quân theo những điều khoản của Hiệp ước Hải quân Washington, nhưng được giữ lại như một tàu nghỉ ngơi. Chân vịt, tháp pháo và mọi khẩu pháo đều bị tháo dỡ, và các cấu trúc gỗ được bổ sung trên cấu trúc thượng tầng, sàn tàu chính được che phủ bởi các mặt bằng luyện tập. Lườn tàu của nó tiếp tục phục vụ như là trại lính nổi và trung tâm huấn luyện tại Yokosuka trong hơn hai thập niên.
Từ năm 1944, lườn tàu cũ còn được sử dụng như một trung tâm phát triển và trạm quan sát để thử nghiệm hiệu quả của những sơ đồ ngụy trang khác nhau trên những mô hình tàu sân bay Nhật Bản dài 1 mét. Nó phải chịu đựng các cuộc không kích của Hải quân Hoa Kỳ, nhưng vẫn còn nổi, và sau chiến tranh bị tháo dỡ tại xưởng đóng tàu Uraga Dock Company vào năm 1948.